# Succinonitrile
Le succinonitrile ou butanedinitrile est un composé organique de la famille des nitriles, de formule C2H4(CN)2. C'est un solide incolore avec une consistance cireuse qui fond vers 57 °C.

## Synthèse
Le succinonitrile est produit par addition de cyanure d'hydrogène (hydrocyanation) à l'acrylonitrile :
CH2=CHCN + HCN → NCCH2CH2CN

## Utilisation
Le succinonitrile est hydrogéné en 1,4-diaminobutane (putrescine) qui sert notamment à produire du nylon-4,6.